# 2. Badminton-Bundesliga 1994/95
Die 2. Badminton-Bundesliga 1994/95 als zweithöchste deutsche Spielklasse in der Sportart Badminton war in zwei Staffeln unterteilt (Nord und Süd), in der jeweils acht Teams gegeneinander antraten. In die 1. Bundesliga stieg der VfB Friedrichshafen auf.

## 2. Bundesliga Nord
Abschlusstabelle
| Platz | Mannschaft          | Spiele |
| ----- | ------------------- | ------ |
| 1.    | Bottroper BG        | 14     |
| 2.    | Ohligser TV         | 14     |
| 3.    | VfL 93 Hamburg (A)  | 14     |
| 4.    | VfL Berliner Lehrer | 14     |
| 5.    | BV Gifhorn (N)      | 14     |
| 6.    | 1. BV Mülheim (N)   | 14     |
| 7.    | TSV Glinde          | 14     |
| 8.    | Polizei SV Bremen   | 14     |

## 2. Bundesliga Süd
Abschlusstabelle
| Platz | Mannschaft                    | Spiele |
| ----- | ----------------------------- | ------ |
| 1.    | VfB Friedrichshafen           | 14     |
| 2.    | PSV Grün-Weiß Wiesbaden       | 14     |
| 3.    | SG Anspach                    | 14     |
| 4.    | TSV Neuhausen-Nymphenburg (N) | 14     |
| 5.    | SG Neckarau/Wiesloch          | 14     |
| 6.    | TuS Wiebelskirchen 2 (N)      | 14     |
| 7.    | TuS/SG Schorndorf (N)         | 14     |
| 8.    | SV Unkel                      | 14     |